# Clause d'attribution intégrale
En droit français, une clause d'attribution intégrale est une clause contractuelle que l'on retrouve dans les contrats de mariage sous le régime de communauté universelle et qui instaure une attribution intégrale de la communauté au conjoint survivant. À la suite du décès du premier conjoint, l'intégralité du patrimoine commun devient la propriété exclusive du conjoint survivant sans qu'il soit nécessaire d'ouvrir une succession et en franchise fiscale totale. Il s'agit d'un accord matrimonial et non d'une libéralité.
Les enfants du couple (excluant donc ceux issus de précédentes unions) sont en principe héritiers réservataires, ils ont droit à la réserve, c'est-à-dire une part minimale d'héritage du défunt au décès d'un des deux parents, mais en présence d'une communauté universelle avec clause d'attribution intégrale, les droits des enfants sont limités, ils ne peuvent prétendre à aucune succession tant que le second parent est en vie, ils ne peuvent pas non plus exercer d'action en réduction.